# IC 4160
IC 4160 је спирална галаксија у сазвјежђу Береникина коса која се налази на листи објеката дубоког неба у Индекс каталогу.
Деклинација објекта је + 22° 53' 35" а ректасцензија 13h 4m 48,0s. Привидна величина (магнитуда) објекта IC 4160 износи 16,5 а фотографска магнитуда 17,3. IC 4160 је још познат и под ознакама NPM1G +23.0312, PGC 1677859.